# Flooey and Axel
Flooey and Axel è un cortometraggio muto del 1915. Il nome del regista non viene riportato.

## Produzione
Il film fu prodotto dalla Komic Pictures Company, una piccola compagnia che, nei tre anni di attività che vanno dal 1913 al 1915. produsse 113 pellicole.

## Distribuzione
Distribuito dalla Mutual Film il film, un cortometraggio in una bobina, uscì nelle sale cinematografiche USA il 9 maggio 1915.